# NameExoWorlds

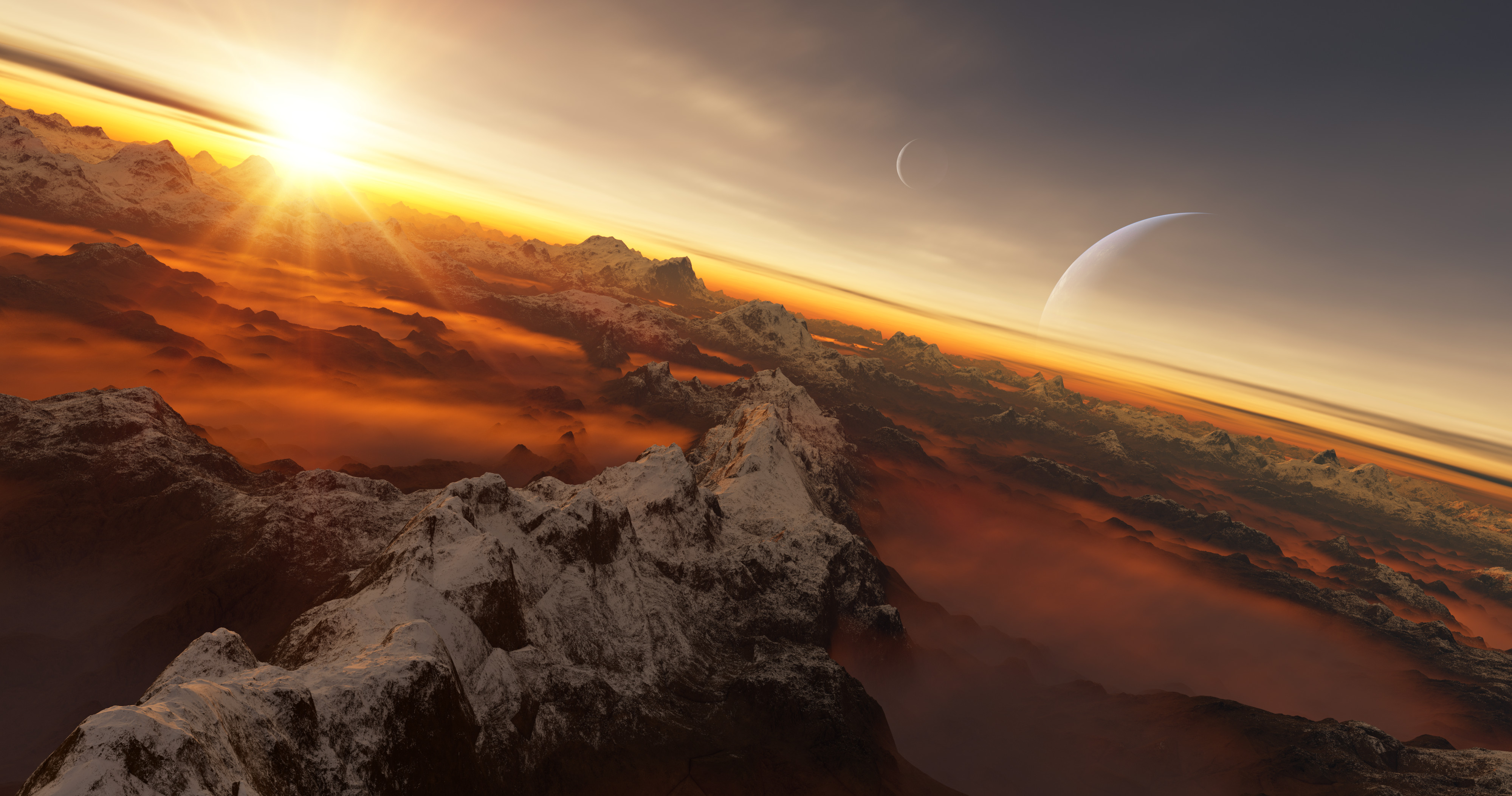
Immagine scelta dull'UAI per pubblicizzare l'edizione del 2019.

NameExoWorlds è il nome di un progetto dell'Unione Astronomica Internazionale (UAI) volto ad incoraggiare l'interesse del pubblico nel processo di assegnazione di una denominazione ufficiale per gli oggetti astronomici e i sistemi extrasolari in particolare. Il progetto ha visto l'indizione di due concorsi pubblici, nel 2015 e nel 2019. Nel 2022, per celebrare il decimo anniversario di un suo progetto divulgativo, la IAU ha proposto un ulteriore concorso per nominare 20 esopianeti tra i primi osservati dal telescopio spaziale Webb.

## Antefatti
L'Unione Astronomica Internazionale è l'organizzazione preposta all'assegnazione dei nomi ai corpi del sistema solare. Per quanto si sia sempre opposta ai tentativi di commercializzare i nomi delle stelle, non aveva ritenuto necessario assegnare dei nomi propri alle numerose stelle identificate solo con sigle di catalogo. I pianeti extra solari, inoltre, sarebbero risultati così numerosi in futuro da scoraggiare anche il tentativo dell'impresa. L'UAI riconobbe nel marzo del 2013 inoltre di «non ravvedere la necessità e di non avere piani al riguardo al presente livello di conoscenza».
Quello stesso anno, tuttavia, prese l'iniziativa un'azienda statunitense, avente Alan Stern come amministratore delegato, che si proponeva di organizzare concorsi pubblici su Facebook tra i nomi proposti a pagamento. L'UAI attuò allora un cambio nella propria politica, riaffermando il proprio ruolo di garante nell'assegnazione dei nomi di tutti gli oggetti astronomici. La mossa generò delle controversie soprattutto negli Stati Uniti, dove ancora mal sopite polemiche avevano accompagnato la variazione nello status di Plutone.

## Prima edizione
Nell'agosto del 2013, l'Unione Astronomica Internazionale approvò un documento con il quale si impegnava ad incoraggiare la partecipazione del pubblico nel processo di assegnazione delle denominazioni ufficiali per i pianeti extrasolari. A tale scopo, il gruppo di lavoro per la denominazione dei pianeti e dei satelliti naturali (Public Naming of Planets and Planetary Satellites Working Group) dell'UAI, in collaborazione con Zooniverse, ideò la prima edizione di un concorso pubblico che avrebbe permesso ai membri delle associazioni astronomiche amatoriali, previa registrazione, di suggerire dei nomi per 20 esopianeti. I nomi proposti sarebbero stati successivamente selezionati attraverso una votazione aperta a tutti. Nell'indire il concorso, furono presentate 15 stelle e 32 pianeti in attesa di una denominazione. Alcuni sistemi, infatti, comprendevano la presenza di più pianeti attorno alla stessa stella, mentre alcune stelle già avevano un nome proprio tradizionale.
Alla prima fase presero parte associazioni astronomiche di 45 paesi. Al suo termine, furono raccolte 247 proposte che sarebbero state sottoposte a votazione pubblica durante la seconda fase. Questa si concluse il 30 ottobre 2015 e vide l'espressione di più di 570000 voti. I risultati del concorso furono pubblicati il 15 dicembre 2015.
I sistemi oggetto di questa prima edizione sono stati i seguenti 19: 14 Andromedae, 18 Delphini, 42 Draconis, 47 Ursae Majoris, 51 Pegasi, nel quale è presente il primo pianeta extrasolare scoperto nel 1995, 55 Cancri, ε Tauri, ι Draconis, ε Eridani, γ Cephei, Fomalhaut, HD 104985, HD 149026, HD 81688, μ Arae, Polluce, PSR B1257+12, υ Andromedae e ξ Aqu.

## Seconda edizione
Una seconda edizione del concorso si è svolta nel 2019 ed ha riguardato 113 sistemi planetari, costituiti da una stella, osservabile attraverso un piccolo telescopio, e da un unico pianeta, generalmente un gigante gassoso, in orbita attorno ad essa. Al comitato organizzativo di ogni paese partecipante è stata data la possibilità di adottare una propria procedura di selezione, che ha generalmente coinvolto un'ampia partecipazione soprattutto a livello scolastico. Verificato che i nomi proposti rispettassero le regole stabilite dall'UAI per la nomenclatura dei corpi celesti, questi sarebbero divenuti ufficiali.
Il comitato italiano ha organizzato il concorso in una prima fase, nella quale singoli o gruppi organizzati potevano inviare le coppie di nomi proposti (per stella e pianeta). In una seconda fase una selezione delle tre migliori proposte è stata sottoposta a votazione pubblica su internet, con la collaborazione dell'Istituto nazionale di astrofisica. I risultati del concorso sono stati resi noti il 17 dicembre a Parigi, e vedono il vincitore per l'Italia della coppia Flegetonte per la stella e Lete per il pianeta.
I sistemi oggetto di questa seconda edizione sono stati i seguenti: 8 Ursae Minoris, BD+14 4559, BD-17 63, HAT-P-2, HAT-P-3, HAT-P-5, HAT-P-6, HAT-P-9, HAT-P-14, HAT-P-15, HAT-P-21, HAT-P-23, HAT-P-29, HAT-P-34, HAT-P-36, HAT-P-38, HAT-P-40, HAT-P-42, HD 1502, HD 4208, HD 6434, HD 7199, HD 8574, HD 28678, HD 30856, HD 32518, HD 38283, HD 43197, HD 45350, HD 45652, HD 48265, HD 49674, HD 52265, HD 63454, HD 63765, HD 68988, HD 73534, HD 75898, HD 82886, HD 83443, HD 85390, HD 86081, HD 93083, HD 96063, HD 98219, HD 99109, HD 100655, HD 100777, HD 102117, HD 102195, HD 102956, HD 108147, HD 109246, HD 117618, HD 118203, HD 130322, HD 131496, HD 136418, HD 137388, HD 145457, HD 148427, HD 149143, HD 152581, HD 153950, HD 156411, HD 16175, HD 164604, HD 168746, HD 17156, HD 173416, HD 175541, HD 179949, HD 181342, HD 181720, HD 18742, HD 192263, HD 192699, HD 205739, HD 206610, HD 208487, HD 20868, HD 212771, HD 218566, HD 221287, HD 224693, HD 23079, HD 231701, HIP 12961, HIP 79431, TrES-3,  WASP-6, WASP-13, WASP-15,, WASP-17, WASP-21, WASP-22, WASP-32, WASP-34, WASP-38, WASP-39, WASP-50, WASP-52, WASP-60, WASP-62, WASP-64, WASP-71, WASP-72, WASP-79, WASP-80, WASP-161, XO-1, XO-4 e XO-5.

## Terza edizione
La terza edizione del progetto è stata annunciata dalla IAU ad agosto 2022, con l'obiettivo di nominare 20 pianeti e le rispettive stelle ospiti. Le modalità di svolgimento della terza edizione sono medesime delle precedenti edizioni, avente cioè come scopo principale quello di promuovere eventi divulgativi in materia di astronomia esoplanetaria incoraggiando un'ampia partecipazione di pubblico. I sistemi planetari oggetto di questa tappa sono stati tutti selezionati tra oggetti bersaglio del telescopio spaziale Webb e appartengono ai  seguenti sistemi: GJ 367, GJ 436, GJ 486, GJ 1214, GJ 3470, HAT-P-12, HAT-P-26, HATS-72, HD 95086, HIP 65426, L 168-9, LHS 3844, LTT 9779. WASP-19, WASP-43, WASP-63, WASP-69, WASP-121, WASP-166, WD 0806-661.